# 요제프 라데츠키 폰 라데츠
요제프 라데츠키 폰 라데츠(독일어: Joseph Radetzky von Radetz, 1766년 11월 2일 ~ 1858년 1월 5일)는 오스트리아의 군인이다.
1784년 입대하여 나폴레옹 전쟁 초기에는 저지대 국가에서 싸웠다. 나폴레옹의 이탈리아 원정 때 이탈리아 전역에서 프랑스군에 맞섰으며, 그 공로를 인정받아 1805년 소장으로 승진하여 오스트리아의 이탈리아 주둔군 총사령관이 되었다.
1809년에는 육군 부원수가 되어 카를 대공과 함께 바그람 전투에 참전했으나 패배의 쓴잔을 마셨다. 이 전투의 결과 쇤브룬 조약이 체결되어 그의 조국 오스트리아는 굴욕을 맛봐야 했으며, 카를 대공은 은퇴를 강요당했다.
이후 라데츠키는 1813년의 제4차 대프랑스 동맹군 회의에 참가해 라이프치히 전투를 입안함으로써 나폴레옹에게 그 자신과 상관의 복수를 할 수 있었다. 빈 회의에 메테르니히와 베센베르크 남작을 수행하여 군사 관련 자문을 했으며, 이후 오스트리아의 군제 개혁을 꾀하였으나 자금 부족으로 실행에 옮길 수 없었다.
1831년부터 오스트리아의 이탈리아 주둔군 총사령관을 다시 맡았으며, 사르데냐 왕국의 북부 이탈리아에서의 오스트리아에 대한 도전이 거세지자, 1848년 쿠스토차 전투에서 사르데냐군을 격멸했다. 이 공적으로 롬바르디아와 베네치아의 총독이 되었다. 이어 이듬해, 이탈리아의 민족주의 운동이 중대한 국면을 맞고 있던 시기에 노바라 전투에서 다시 10만의 사르데냐군을 격파했다. 이로써 사르데냐의 국왕 카를로 알베르토는 책임을 지고 퇴위하지 않을 수 없게 되었으며, 당분간 오스트리아령 북부 이탈리아의 안전은 보장받게 되었다.
북부 이탈리아의 민족주의 운동을 철권으로 억압한 보수적 인물로 비판받기도 하며, 역시 보수주의자인 요한 슈트라우스 1세는 라데츠키 행진곡을 작곡하여 그에게 헌정하기도 했다. 그러나 자유주의자인 「왈츠의 왕」요한 슈트라우스 2세는 그에게 비판적이었다.